# Arctosa albopellita
Arctosa albopellita este o specie de păianjeni din genul Arctosa, familia Lycosidae. A fost descrisă pentru prima dată de L. Koch, 1875.
Este endemică în Etiopia. Conform Catalogue of Life specia Arctosa albopellita nu are subspecii cunoscute.